# Cheltenham Township
Cheltenham Township is een gemeente in Montgomery County in de Amerikaanse deelstaat Pennsylvania. De gemeente werd opgericht in 1682 en heeft als spreuk 'Salubritas et Eruditio' (Gezondheid en Educatie). Het is een buurgemeente van Philadelphia. In het jaar 2010 bedroeg de populatie 36.793 inwoners. 